# Kushum
Der Kushum (andere Namen: Kushumskaya (Russisch), West Kazakh Saddle-Draft (englisch)) ist eine zwischen 1931 und 1976 neu gezüchtete für Freilandhaltung und Herden geeignete robuste Pferderasse aus dem Kasachstan, die zum Springen, zu Milchproduktion und zur Schlachtpferdezucht verwendet wird.
Hintergrundinformationen zur Pferdebewertung und -zucht finden sich unter: Exterieur, Interieur und Pferdezucht.

## Exterieur
Der Kushum ist ein kräftig gebautes schweres Warmblut. Der Kopf ist groß, aber nicht derb, der Hals mittellang und fleischig. Er hat einen betonten Widerrist, einen langen flachen Rücken und eine gut bemuskelte, aber zu kurze Kruppe. Die Brust ist breit und tief und die Beine gut gebaut. Es gibt hauptsächlich Braune und Füchse.
Hengste haben eine Widerristhöhe von 159 cm, die Stuten 154 cm, die Körperlänge beträgt bei Hengsten 161 cm, bei Stuten 157 cm. Der Brustumfang beträgt bei Hengsten 187 cm und bei Stuten 182 cm. Das Röhrbein hat bei Hengsten einen Umfang von 20,5 cm, bei Stuten von 19,2 cm.
Die Rasse hat drei Typen, den Grundtyp, den stark bemuskelten Typ und den Reitpferdetyp.

## Interieur
Der Kushum ist ein Pferd, das gut an das Kontinentalklima Kasachstans angepasst ist, sodass man es das ganze Jahr über im Freien halten und in Herdenhaltung züchten kann. Unter diesen Bedingungen hat er eine gute Gesundheit und Fruchtbarkeit. Auf hundert Stuten kommen im Schnitt in der Herdenhaltung 84 Fohlen pro Jahr, von denen etwa 80 bis zum Alter von einem Jahr überleben.
Der Kushum nimmt bei Herdenhaltung im Frühjahr und Sommer bei Freilandhaltung gut zu und ist deshalb zur Milchproduktion und zur Schlachtpferdezucht geeignet. Durch seine Größe und sein hohes Lebendgewicht, ergibt sich eine gute Fleischausbeute. Die Stuten geben 13–14 Liter Milch pro Tag.
Der Kushum ist ein vielseitiges Pferd mit großer Ausdauer. In Ganztagestests schafften die besten Pferde 214 und 280 km. Das Siegertier schaffte über diese Strecke 100 km in vier Stunden und 11 Minuten.

## Zuchtgeschichte
Der Kushum wurde in den Gestüten Pyatimarsk und Furman im Ural in Kasachstan zwischen 1931 und 1976 neu gezüchtet.
Ursprünglich wurde beabsichtigt auf der Basis des Kazakh ein Pferd für die Armee zu züchten, das man im Kasachstan das ganze Jahr über in Herdenhaltung im Freien halten und züchten kann.
Kazakh-Stuten wurden mit Englischen Vollblütern und Halbblütern sowie Trabern gekreuzt, um mehr Größe zu erhalten und die Gänge zu verbessern. Danach wurden der Don eingekreuzt, um die Eignung für die landschaftstypische Zucht in großen Herden (Taboons) zu erhalten, während gleichzeitig Gänge und Größe weiter verbessert werden. Die Kreuzungsergebnisse wurden rein gezüchtet.
Heute sind die wichtigsten Gestüte zur Zucht der Rasse Pyatimarsk und Krasnodon und die Rasse wird über Reinzucht weiterentwickelt.